# 첼리아 샤시치
첼리아 샤시치(독일어: Célia Šašić, 혼전 성씨: 오코이노 다 음바비(Okoyino da Mbabi), 1988년 6월 27일 ~ )는 독일의 전직 여자 축구 선수로 포지션은 스트라이커이다.

## 클럽 경력
1993년에 자신의 오빠가 뛰고 있던 유소년 축구 클럽인 TuS 게르마니아 헤르젤(TuS Germania Hersel)에 입단하면서 축구 선수로서의 경력을 시작했다. 2000년부터 2004년까지 SC 비디히(SC Widdig, 2000년 ~ 2001년), TuS 퓌츠헨 05(TuS Pützchen 05, 2002년 ~ 2003년), FC 장크트아우구스틴(FC St. Augustin, 2004년) 소속으로 뛰었다.
2004년에 SC 07 바트노이에나어(SC 07 Bad Neuenahr)로 이적하면서 프라우엔-분데스리가(Frauen-Bundesliga) 무대에 데뷔했고 2005년에는 프리츠 발터 메달 여자 부문 동메달을 수상했다. 2013년부터 2015년까지 1. FFC 프랑크푸르트(1. FFC Frankfurt) 소속으로 뛰었다.
2012년에는 독일 올해의 여자 축구 선수로 선정되었으며 2013-14 시즌에서는 프라우엔-분데스리가 골든 슈를 수상했다. 2014-15 시즌에서는 팀의 UEFA 여자 챔피언스리그 우승을 이끌면서 대회 골든 슈를 수상하는 영예를 안았다.

## 국가대표팀 경력
첼리아 샤시치는 원래 어머니를 따라 프랑스 국적을 갖고 있었지만 2004년 초반에 그의 재능을 발견한 독일 축구 협회의 요청에 따라 독일 국적을 취득했다. 태국에서 열린 2004년 FIFA U-19 세계 여자 축구 선수권 대회에서는 독일의 우승을 이끌었다.
2005년 1월에 열린 오스트레일리아와의 경기를 통해 독일 여자 축구 국가대표팀 선수로 데뷔했고 2006년 9월에 열린 캐나다와의 친선 경기에서 자신의 국가대표팀 첫 골을 기록했다. 중국에서 열린 2007년 FIFA 여자 월드컵은 정강뼈 골절로 인해 불참했지만 2008년 베이징 하계 올림픽에서는 독일의 올림픽 여자 축구 동메달 수상에 공헌하게 된다.
UEFA 여자 유로 2009, UEFA 여자 유로 2013에서는 독일의 우승에 공헌했으며 2011년 FIFA 여자 월드컵, 2015년 FIFA 여자 월드컵에도 참가했다. 2015년 FIFA 여자 월드컵에서는 미국의 칼리 로이드와 함께 6골, 1어시스트를 기록했지만 칼리 로이드보다 출전 시간이 적었기 때문에 골든 슈를 차지했다. 2015년 7월 17일에 현역 은퇴를 결정했다.

## 사생활
첼리아 샤시치는 카메룬인 아버지와 프랑스인 어머니 사이에서 태어났다. 2013년에 크로아티아의 남자 축구 선수인 마르코 샤시치(크로아티아어: Marko Šašić, 크로아티아의 축구 감독인 밀란 샤시치(Milan Šašić)의 아들)와 결혼하면서 자신의 성(姓)을 남편의 성으로 개명하게 된다.

## 수상

### 클럽
1. FFC 프랑크푸르트
- 여자 DFB-포칼 1회 우승 (2013-14)
- UEFA 여자 챔피언스리그 1회 우승 (2014-15)

### 국가대표
- 2004년 UEFA U-19 여자 축구 선수권 대회 우승
- 2004년 FIFA U-19 세계 여자 축구 선수권 대회 우승
- 2008년 베이징 하계 올림픽 여자 축구 동메달
- UEFA 여자 유로 2009 우승
- UEFA 여자 유로 2013 우승

### 개인
- 2005년 프리츠 발터 메달 여자 부문 동메달 수상
- 2012년 독일 올해의 여자 축구 선수 선정
- 프라우엔-분데스리가 골든 슈 2회 수상 (2013-14, 2014-15)
- UEFA 여자 챔피언스리그 골든 슈 1회 수상 (2014-15)
- 2015년 FIFA 여자 월드컵 골든 슈 수상
- 2015년 UEFA 올해의 여자 선수 선정